# Julio Ferrón
Julio César Ferrón Álvez (Montevideo, Uruguay, 12 de octubre de 1988) es un futbolista uruguayo. Juega de defensa y actualmente milita en el club Universitario de Sucre de la Liga de Fútbol Profesional Boliviano.

## Clubes
| Club                   | País      | Año             |
| ---------------------- | --------- | --------------- |
| Danubio                | Uruguay   | 2009 - 2011     |
| El Tanque Sisley       | Uruguay   | 2011            |
| Defensa y Justicia     | Argentina | 2012            |
| Danubio                | Uruguay   | 2012 - 2013     |
| El Tanque Sisley       | Uruguay   | 2014 - 2015     |
| Universitario de Sucre | Bolivia   | 2015 - presente |